# Военная доктрина
Вое́нная доктри́на  — декларация (доктрина) о политике государства в области его обороны.
Военная доктрина — система официальных взглядов и положений, устанавливающая направление военного строительства, подготовки государства, общества и вооружённых сил к войне, способы и формы её ведения. Основные положения военной доктрины складываются и изменяются в зависимости от политики и общественного строя, уровня развития производительных сил, новых научных достижений и характера ожидаемой войны.

## Определение
«Оборонная безопасность» — более широкое понятие, чем «военная безопасность». Она обеспечивается усилиями всего государства и стран (краёв, областей, регионов) или государства и страны с учётом не только военных, но и экономических, информационных и других факторов.
Доктринальные вопросы в том или ином виде находят отражение в различных документах:
Конституция;
Концепция национальной безопасности;
Концепция внешней политики;
различные законодательные документы мирного и военного времени («Закон о безопасности», «Закон об обороне», «Закон о воинской обязанности и военной службе» и другие);
в боевых и общевоинских документах.
Важнейшие из доктринальных вопросов аккумулируются в основах военной (оборонной) доктрины, например:
- Угрозы безопасности и вытекающие из них оборонные задачи;
- Политические и правовые основы военной (оборонной) доктрины;
- Военно-стратегические основы военной (оборонной) доктрины;
- Военно-экономические и военно-технические основы военной (оборонной) доктрины.

Как системы принятых в государстве официальных взглядов военные доктрины есть в любом государстве.

## В мире
- Военная доктрина Великобритании (см. Внешняя политика Великобритании)
- Военная доктрина Республики Беларусь
- Военная доктрина России
- Военная доктрина США[1][2][3][4] (см. также Внешняя политика США, Вбомбить в каменный век)
- Военная доктрина Узбекистана[5][6]
- Военная доктрина Украины